# Sinagoga
Una sinagoga (del grec συναγωγή synagoge, que significa "reunió" o "assemblea") és el lloc d'estudi i oració pels jueus. El terme hebreu és בית כנסת Bet Kenésset, "Casa d'Assemblea", o בית התפילה Bet ha-Tefilà, "Casa d'Oració".
Usualment hi ha habitacions separades per a l'oració i per a l'estudi. Les habitacions d'estudi són anomenades בית מדרש Bet midraix, "Casa d'Estudi". La pregària en comunitat és una característica important del judaisme. Encara que les oracions es poden dur a terme en qualsevol lloc, els jueus han de pregar tres vegades al dia, i el propòsit de la sinagoga és ser un lloc per exercir-hi aquesta activitat.
Les sinagogues (especialment a Nord-amèrica i Europa) tenen un lideratge dual: un lideratge laic presidit per un comitè i un president, electes per tots els membres, i un guia espiritual, un rabí, usualment designat pel lideratge laic.
Els rabins no són essencials, de fet, moltes sinagogues no en tenen. Es pot fer un ofici religiós si hi ha un minyan, és a dir un mínim de deu jueus adults (que han fet el Bar mitsvà). Per aquesta raó, i ja que la sinagoga és un lloc principalment d'estudi i oració, no es pot definir exclusivament com a "lloc de culte", sinó com a "lloc de reunió". A més, per al judaisme, l'adoració de Déu involucra les activitats diàries dels homes, i les pregàries també s'han de fer individualment.
En obediència al segon dels deu manaments de l'Èxode, a les sinagogues no hi ha cap imatge per representar-hi Déu.

## Etimologia
Sinagoga prové del llatí sinagoga, i aquest del grec συναγωγή (lloc de reunió). En hebreu s'anomena bet hakenésset (בית הכנסת), 'lloc de reunió'. En jiddisch es diu shoul (שול), 'escola', i en judeocastellà esnoga (אסנוגה). Algunes congregacions jueves també empren el terme beit tefila (casa d'oració). Els jueus perses i els caraïtes utilitzen el terme veí kenessa, derivat de l'arameu. Els jueus reformistes i certs conservadors de vegades també li diuen 'temple'.
Filó d'Alexandria i el Nou Testament empren també el terme proseuque del grec antic προσευχή, 'oració', a més de 'lloc d'oració'.

## Origen
Avui dia encara no hi ha consens entre els científics sobre quan posar l'origen històric de la sinagoga. La tradició jueva n'atribueix l'origen a Moisès. Tanmateix, des de la publicació el 1583 del llibre de Carles Sigonius De Republica Hebraehorum libri VII es començà a considerar com a època més probable la de l'exili a Babilònia, i potser més concretament amb Esdres. Avui dia, això no obstant, la tendència és a retardar-ne molt més l'origen.

## Funció
Les sinagogues tenen sovint un santuari, ço és, un gran vestíbul d'oració, en què hi ha els llibres de la Torà. També poden comptar amb una sala per als esdeveniments comunitaris. Tanmateix, les sinagogues contenen sobretot petites cambres reservades per a l'estudi, i àdhuc un beit midrash (casa d'estudi). Així doncs, tot i que inicialment destinada al culte, la sinagoga s'ha anat convertint al llarg de la història jueva en un lloc per a l'ensenyament de la tradició i la llengua hebraica a nens i a adults. La preponderància d'aquest paper és tal que Filó d'Alexandria, a més dels jueus de Venècia i els dels països asquenazites, designen les sinagogues amb el nom de didaskaleia o scuola (escola). Aquest nom és sempre emprat per parlar de les sinagogues de manera informal, sobretot en l'entorn asquenazita.

## La sinagoga en els texts
Ni el terme ni el concepte de sinagoga es troben en el Pentateuc (tot i que la tradició rabínica així com Filó d'Alexandria i Flavi Josep afirmen que sí). La idea d'una oració col·lectiva no és mencionada més, i l'únic lloc de culte descrit és el Tabernacle, un santuari transportable on es trobaven les Taules de la Llei a l'interior de l'Arca de l'Aliança. Aquesta es trobava al Temple de Jerusalem, construït per allotjar-la de forma permanent.

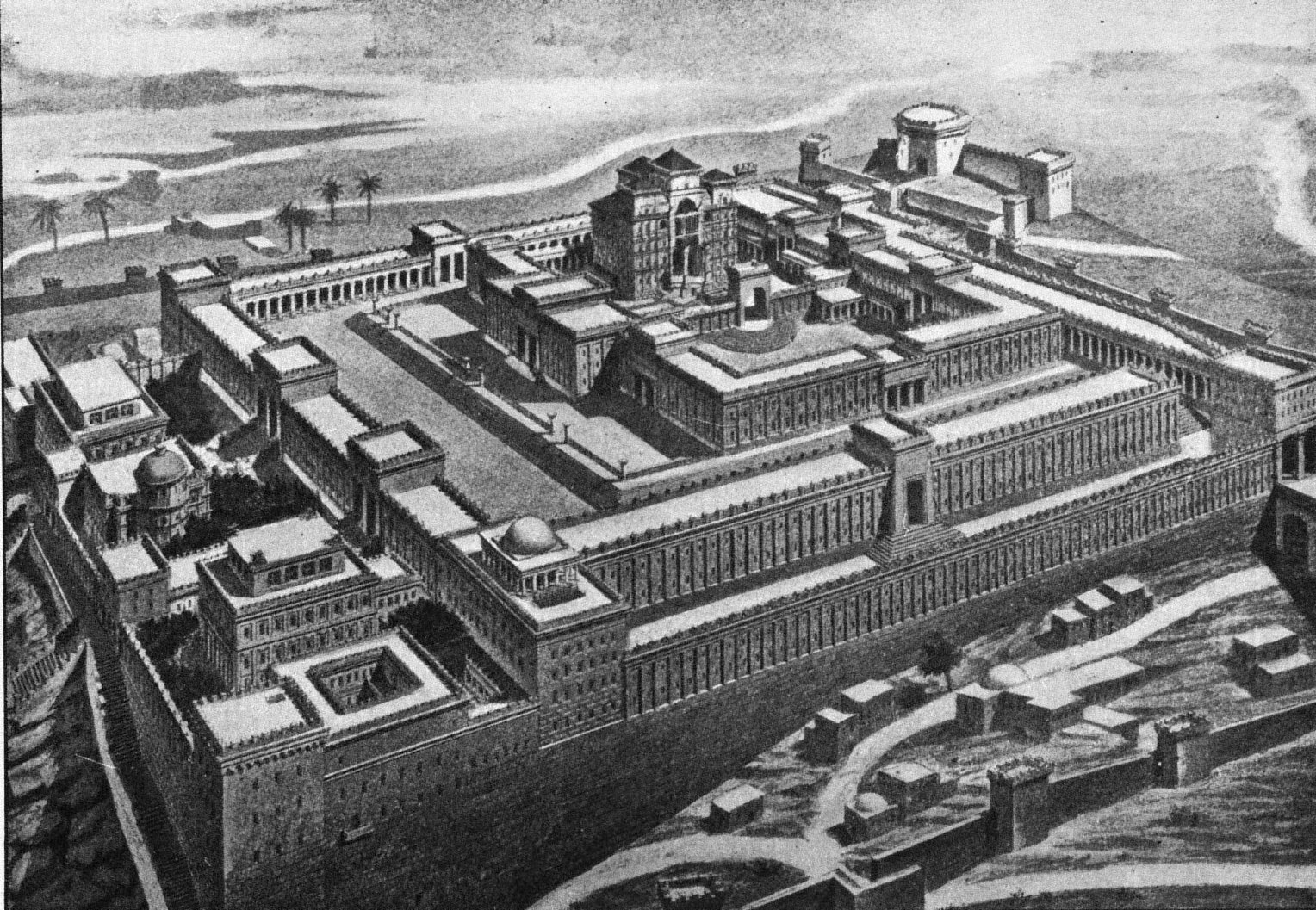
Reconstrucció del Temple de Jerusalem.

La primera evocació d'una concentració fora del Temple es troba a Isaïes 8:16, es tracta d'un cercle de deixebles reunits al seu voltant, amb la fi d'escoltar a través d'ell la paraula de Déu i la Torà. És igual el cas d'Ezequiel 8:1, on els ancians de Judà es reuneixen a casa d'Ezequiel. El psalm 74:8 probablement datat en el primer exili, menciona «els centres consagrats a Déu al país».

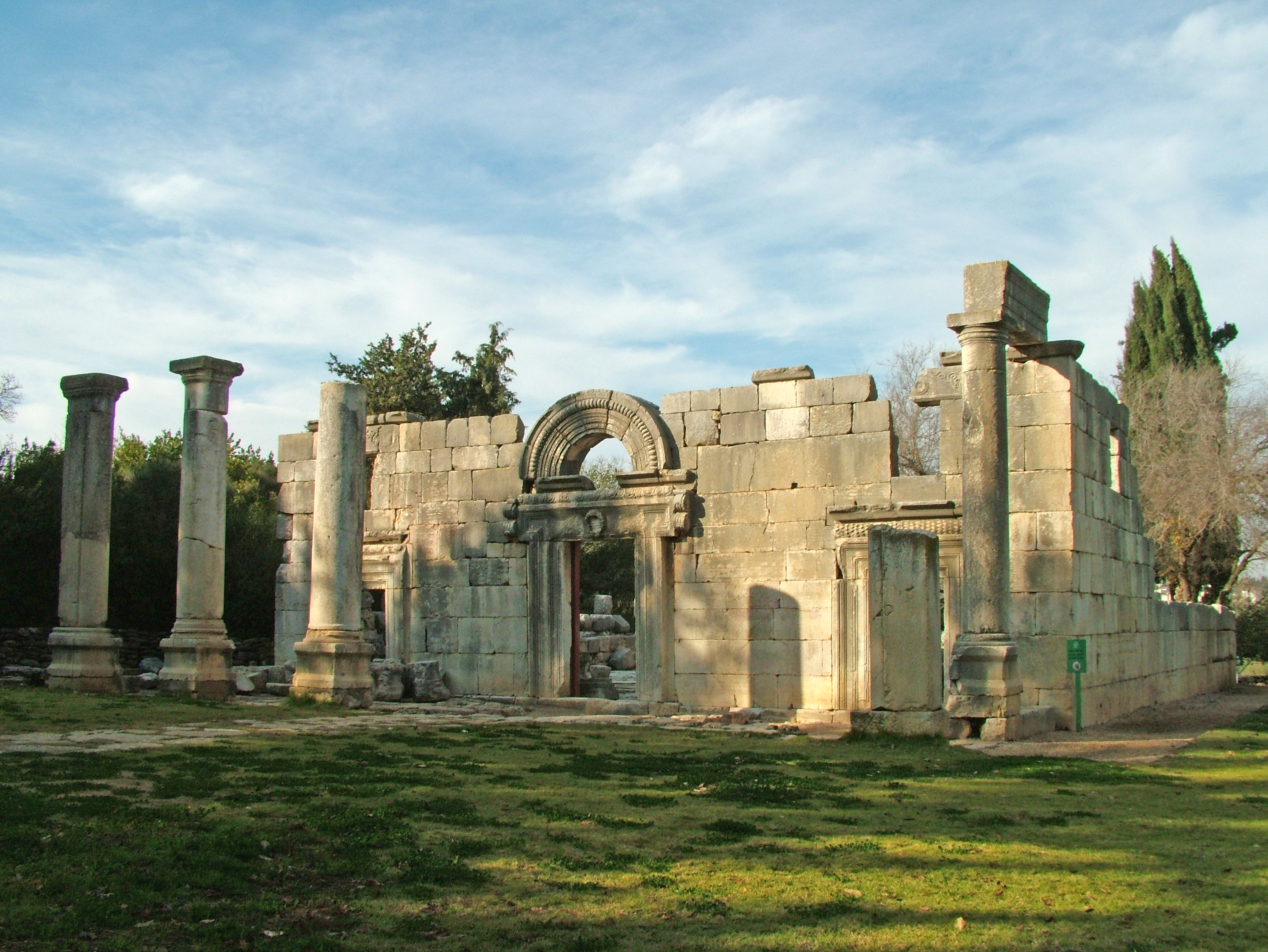
Runes de l'antiga sinagoga de Bar'am.

Les sinagogues varen multiplicar-se després de la destrucció del primer i del segon Temple: segons una tradició rabínica consignada a la Mixnà (la qual fou compilada cap al 200 dC, més d'un segle després de la destrucció del segon Temple), una gran ciutat ha de comptar obligatòriament amb deu batlanim, altrament, és un poble. Un batlan es defineix com un individu que ha renunciat a la seva feina per anar a resar. La Mixnà diu que existeix una sinagoga a qualsevol lloc on un minian de deu homes és capaç, no importa en quin moment, de reunir-se per resar. Els Fets dels Apòstols indiquen també que les sinagogues que trobaven a cada ciutat existien des de feia molts anys (Fets 15:21) i en citen moltes, entre elles les de Cirene i les d'Alexandria.
El Talmud menciona nombroses sinagogues a Mesopotàmia, entre elles la de Nehardea, i més de 400 sinagogues a Jerusalem abans de la destrucció del segon Temple, mentre que els Evangelis evoquen les de Natzaret i Cafarnaüm. Sant Pau apòstol predica a les sinagogues de Damasc, de Salamina, d'Antioquia, etc.
La destrucció del segon Temple augmentà la importància de la sinagoga: allà es preservaren els ritus jueus (amb l'excepció dels sacrificis) i es va reunir des d'aleshores el minian, compost de deu homes. Subseqüentment, les sinagogues van multiplicar-se durant el gairebé dos cops mil·lenari exili de l'enorme majoria del poble jueu, i des del 1948, tant a Israel com a aproximadament uns altres vuitanta països.

## Un Temple en miniatura
Tant les sinagogues ortodoxes com les reformistes es remeten, almenys simbòlicament, al santuari. Els seus plànols estan fets a semblança dels Temples de Jerusalem, dels shtiblekh i del Tabernacle, com està descrit a la Terumà.
Una sinagoga conté per tant una plaça on es reuneix l'assemblea, un canelobre, un lloc elevat on es realitza el culte, i un lloc sant on està guardat, en un armari protegit de l'exterior per una cortina, la Torà donada a Moisès per Déu.
- La tarima o lloc elevat (conegut com a Tebah en la tradició sefardita i com Bimah en la tradició asquenazita) és l'equivalent de l'altar en l'època del Tabernacle i dels Temples. És allà on es col·loca l'oficiant i llegeix la Torà. Tradicionalment situada al mig de l'oració, ha estat desplaçada en els temples reformistes cap a la part davantera de la sala d'oració, davant dels fidels.[17]
- En l'equivalent del Temple de Jerusalem es troba un armari, equivalent de l'Arca de l'Aliança. Els asquenazites l'anomenen Aron ha-Qodeix, mentre que els sefardites l'anomenen Hejal. Conté els rotlles de la Torà. Aquests són indispensables perquè un lloc de reunió sigui considerat com una sinagoga, altrament seria una havurah. És a l'arca des d'on els cohen (fidels descendents d'Aaró i complidors simbòlics de les tasques corresponents a llurs avantpassats de l'època dels Temples) beneeixen l'assemblea. L'arca es troba a la paret orientada cap a Jerusalem,[18] ço és, a orient als països situats a l'oest de Jerusalem i a occident als situats a l'est. Moltes sinagogues estan orientades cap a Jerusalem, tot i que algunes transgredeixen la regla per motius estructurals.
- Un canelobre, anàleg de la menorà,[19] és sobretot brillant durant els oficis. Com un dels braços de la menorà cremava contínuament en l'època del Temple, un llum o un fanalet, sovint elèctric, té actualment el paper de ner tamid (de l'hebreu נר תמיד, 'llum eterna').

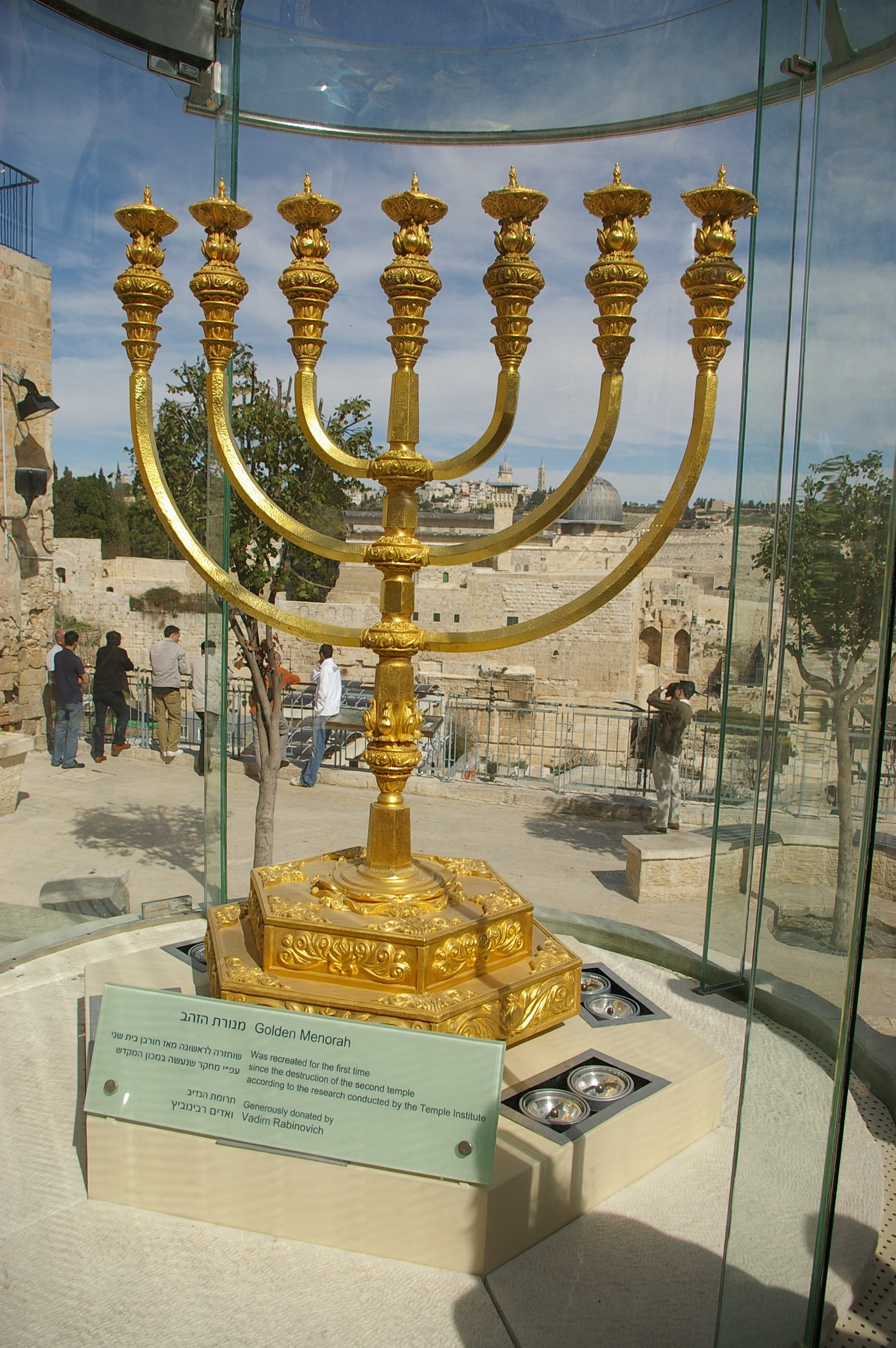
Menorà per al Tercer Temple de Jerusalem i exhibida en proximitat al Mur de les Lamentacions a Jerusalem el 2008.

- Com a conseqüència del Temple de Jerusalem, on s'instal·là un balcó per separar els homes de les dones durant la Simchat Beit HaShoeivah,[21] els homes i les dones estan separats per una mechitsa durant l'oració a les sinagogues ortodoxes. Sovint les dones disposen d'una galeria, poc dissimulada als homes, des d'on poden assistir a l'ofici. A la sinagoga Vella-Nova, les dones compten amb una sala separada de la cambra principal per una paret gruixuda foradada amb obertures estretes. a Pfaffenhoffen, Alsàcia, els dones estan darrere dels homes, separades per una mena de reixat de fusta. Aquesta separació va desaparèixer a les sinagogues liberals o reformades i a la major part de les sinagogues conservadores dels Estats Units, on homes i dones resen l'un al costat de l'altre. No es troba tampoc cap mechitsa als kenessots caraïtes, l'origen d'aquest ús no figura explícitament a la Bíblia. Tanmateix, homes i dones estan separats per pudor en l'oració, atès que l'oració jueva conté moltes postracions.
- La sinagoga té sovint una cambra anomenada geniza (de l'hebreu גניזה, 'dipòsit'), on estan enterrats els texts obsolets o esborrats que porten un dels set noms de Déu, en no poder-se tractar de manera indigna.[22] De fet, la tradició jueva prohibia destruir-los i ordenava que fossin enterrats, àdhuc quan es tractava de texts no canònics, fins i tot herètics.[23]
 Les genizes poden amagar tresors arqueològics: la del Caire, per exemple, contenia 250.000 fragments, entre ells la correspondència de Maimònides[24] i ha estat qualificada com a «finestra a la vida jueva medieval»[25] i la de la Sinagoga Vella-Nova protegia, segons la llegenda, el Golem de Maharal de Praga.[26] Els escrits de Filó d'Alexandria i de Flavi Josep fan pensar que en la seva època s'hi dipositaven també les donacions per al Temple de Jerusalem.[27]

## Les sinagogues antigues
Les sinagogues més antigues i conegudes avui dia es trobaven a Israel, i són pràcticament de l'últim segle abans de la destrucció del Segon Temple. Les sinagogues anteriors, centres de Déu descrits als psalms, foren destruïdes. Les dels segles següents foren freqüentment destruïdes pels cristians o transformades en esglésies, com la d'Estobi.
La sinagoga més antiga de la qual es té constància estava a Jericó, situada prop de les ruïnes d'un palau asomenu, descoberta juntament a un micvé al costat del Wadi Kelt pel professor Ehud Netzer, i que data del primer segle aC.
La sinagoga més coneguda actualment és la de Masada, la fortalesa que domina la Mar Morta. Tanmateix, hi ha d'altres més antigues, com la sinagoga d'Heròdium, la fortalesa del rei Herodes, situada a 12 km de Jerusalem, on es va fer enterrar, i la sinagoga de Gamla, antiga capital de Golan. Es coneix també una sinagoga del segle I a Jerusalem, la de Theodotos. Segons la seva dedicatòria descoberta el 1913, servia per a la lectura de la llei, per a l'ensenyament i hostatgeria dels viatgers.
Després de la destrucció del Temple, els romans varen prohibir la construcció de sinagogues a Palestina. Les destruccions continuaren amb la rebel·lió de Bar Kokhebà del 132 al 135, però moltes comunitats jueves es mantingueren fins a la conquesta àrab, com en dona testimoni la presència de més d'un centenar de ruïnes de sinagogues, de les quals les més antigues daten del segle iii. La major part d'elles es troben a Galilea, però també al Golan, al sud del país, a Beit She'an o a Gaza.
Una de les sinagogues més cèlebres d'aquesta època és la de Cafarnaüm, situada al mar de Galilea, probablement al lloc evocat als Evangelis. Aquestes sinagogues adopten sovint la planta basilical dels edificis grecs, i estan decorades amb símbols jueus com la menorà. La sinagoga de Beit Alfa exhibeix també mosaics que representen el zodíac, i la d'Hammath personatges de la mitologia grega. A Hammath Gader, sobre el riu Yarmuk, el terra del mosaic estava adornat amb motius geomètrics. El de davant de la bimà, el més elaborat, representa dos xiprers i dos lleons girats cap al centre i una garlanda envoltant una dedicatòria que acaba amb aquestes paraules en arameu: «...els seus actes de caritat són a tot arreu constants i que donaren aquí cinc monedes d'or. Que el Rei de l'univers beneeixi la seva obra. Amén. Amén. Selah.»
Amb la diàspora, les sinagogues s'estengueren pel món hel·lenístic i romà. Les més antigues, conegudes per les dedicatòries, són la de Schedia, a uns vint quilòmetres d'Alexandria, la de Xenefiris, la de Nitrae i la de Nàucratis, i daten del segle iii.
La sinagoga de Sardes a Lídia, situada a les antigues termes romanes, és una de les sinagogues més grans que es coneixen, amb 122 metres de llargària. La de Naro, avui anomenat Hamman-Lif a Tunis, presenta també mosaics molt primerencs.
La sinagoga de Dura Europos a Síria sobre l'Eufrates està decorada amb frescs. Descoberta el 1920, fou enterrada per mantenir un setge el 256 quan només tenia 12 anys. Els frescs que l'adornen, que actualment es troben al museu de Damasc, estan en un excel·lent estat de conservació. Representen escenes bíbliques amb una multitud de personatges, àdhuc Moisès i Ezequiel, el que és estrany en una sinagoga a causa de la prohibició de les imatges promulgada fa molt de temps pels rabins, fins i tot semblen existir-ne altres sinagogues pintades, com a Huseifa o a Maoz Haim. La sinagoga de Dura Europos és la primera sinagoga coneguda on sembla haver-hi una casa per protegir l'Hejal a la paret oest de l'edifici, permetent així als fidels girar-se cap a l'oest i cap a Jerusalem durant l'oració.
Es distingeixen sovint dos tipus de sinagogues antigues: els grans edificis orientats cap a Jerusalem sense Arca de l'Aliança, atès que els rotlles de la Torà estaven conservats en una habitació contigua per ser portats a la sala d'oració durant la lectura, com a Cafarnaüm; i les "basíliques", amb planta d'edificis públics romans, semblants a les esglésies d'Orient amb una nau central seprada de dos vorals per columnes i un dels absis orientat cap a Jerusalem protegint els rotlles de la Torà.
L'ornamentació de les sinagogues antigues d'Orient Mitjà està per tant fortament influenciada per la cultura propera. Per exemple, els frescs de Dura Europos i els de les esglésies cristianes romanes d'Orient posteriors tenen certa semblança, la qual cosa fa pensar que hi havia models comuns.
A Occident, la sinagoga més antiga de la qual es té constància és la d'Òstia, l'antiga porta de Roma. Data originàriament de la segona meitat del segle i, però fou engrandida i adornada més endavant. Construïda al llarg del riu, mostra, per les seves grans proporcions i la seva decoració, la riquesa de la comunitat local. Les inscripcions funeràries demostren l'existència d'una dotzena de sinagogues a Roma.